# المستعلي بالله
أبو القاسم المستعلي بالله أحمد بن معد بن الظاهر بن علي بن منصور (1074 - 1101) كان تاسع الخلفاء الفاطميين في مصر والمغرب والإمام التاسع عشر عند الإسماعيلية المستعلية.
ولد في القاهرة في سبتمبر سنة 1074م وتولى بعد موت أبيه المستنصر بالله متخذا لقب المستعلي بالله، وبويع في يوم عيد الغدير، في 3 يناير 1095م.
رغم أنه لم يكن الأكبر (والأرجح أنه كان الأصغر) بين أبناء الخليفة المستنصر بالله، إلا أنه تولى الخلافة عبر تآمر صهره الوزير الأفضل شاهنشاه. دفع ذلك شقيقه الأكبر والأولى بالخلافة نزار ليثور في الإسكندرية، لكن الثورة أخمدت وأُعدم قائدها. أدّت تلك الأحداث إلى انقسام كبير في الحركة الإسماعيلية، فانفصلت العديد من الفئات، خاصة في بلاد فارس والعراق، عن التسلسل الإسماعيلي الذي ترعاه الدولة، وشكلت حركتها النزارية الخاصة، معتبرة نزار وذريته الأئمة الشرعيين.
وظل المستعلي طيلة فترة حكمه خاضعًا للأفضل، الذي كان الحاكم الفعلي للخلافة الفاطمية.  شهدت أراضي الخلافة المركزية في مصر فترة من الحكم الحسن والازدهار، لكن الفاطميين عانوا من انتكاسات في سوريا، حيث واجهوا تقدم الأتراك السلاجقة السنّة. تمكن الأفضل من استعادة مدينة صور الساحلية، وحتى استعادة القدس في الاضطرابات التي أحدثها وصول الحملة الصليبية الأولى إلى شمال سوريا. وعلى الرغم من محاولات الفاطميين تكوين قضية مشتركة مع الصليبيين ضد السلاجقة، إلا أن السلاجقة تقدموا جنوباً واستولوا على القدس في يوليو 1099، وختموا نجاحهم بانتصار كبير على الجيش الفاطمي بقيادة الأفضل في معركة عسقلان بعد فترة وجيزة.
توفي المستعلي سنة 1101م بعد حكم دام سبع سنوات وشهرين، وخلفه ابنه الآمر بأحكام الله الذي بلغ عمره خمس سنوات.

## حياته

### أصله وخلفيته
وُلِد أحمد المستعلي في القاهرة يوم 20 محرم 467هـ (15 أو 16 سبتمبر 1074)، أو ربما في 18 أو 20 محرم 468هـ (2 أو 4 سبتمبر 1075)  للخليفة الفاطمي الثامن، المستنصر بالله (حكم 1074-1082)، وكان على الأرجح أصغر أبناء المستنصر. وُلد ابن آخر للمستنصر في عام 1060 بنفس الاسم - (أبو القاسم أحمد)، ما أدى لاختلاط بينه وبين وتاريخ ميلاد المستعلي في المصادر اللاحقة. ويعتقد المؤرخون الآن أن أخاه الأكبر توفّي قبل ولادته، ما سمح بتسميته نفس الاسم. في أحد المصادر يُطلق عليه اسم أبو القاسم أحمد «الأصغر».
كانت الخلافة الفاطمية تمر وقت ولادته بأزمة عميقة حيث فقدت معظم سوريا لصالح الأتراك السلاجقة، بينما  أدت اشتباكات في مصر نفسها بين الجيش الفاطمي التركي والقوات الأفريقية السوداء إلى انهيار الحكومة المركزية وانتشار المجاعة والفوضى، مما ترك المستنصر كزعيم عاجز، مسجونًا فعليًا في قصره وتحت رحمة أمراء الحرب العسكريين. تولى اللواء بدر الجمالي منصب الوزير في يناير 1074 وشرع في استعادة السلام والنظام في البلاد وصدّ الغزو السلجقي، وأنقذ حياة المستنصر وسلالته؛ ولكن على حساب تفويض المستنصر لجميع سلطاته على الحكومة والجيش والإدارة الدينية والقضائية له.

### النزاع على الخلافة
كان نزار بن المستنصر، الأخ غير الشقيق الأكبر لأحمد، يُعتبر في ذلك الوقت الخليفة الأكثر أولوية عند أبيه، كما كانت العادة حتى ذلك الحين؛ والواقع أن نزار غالبًا ما يذكر حتى من قبل المؤرخين المعاصرين أنه كان الخليفة لأبيه. لكن خلافته لم تسجّل رسميًا في اي مكان قبل وفاة أبيه، وفضّل كلا بدر الجمالي والأفضل شاهنشاه تولّي أحمد العرش. وقبل وفاته بقليل وافق المستنصر على زواج أحمد من ابنة بدر «ستّ الملك».
توفي المستنصر يوم 29 ديسمبر 1094 في يوم عيد الغدير. وحسب المؤرخ المقريزي في العصر المملوكي، فإن الأفضل وضع أحمد على العرش وأعلن خلافته باسم المستعلي بالله. ثم استدعى ثلاثة من أبناء المستنصر: نزار، وعبد الله، وإسماعيل، الذي كان الأبرز بين أبناء الخليفة، إلى القصر، حيث طلب منهم تقديم البيعة لأخيهم. رفض الثلاثة، وادعى كل منهم أنه تم تعيينه خليفةً من قبل والده. ويبدو أن هذا الرفض فاجأ الأفضل تمامًا، حتى أنه سُمح للأخوين بمغادرة القصر. وبينما لجأ عبد الله وإسماعيل إلى مسجد قريب، فر نزار على الفور من القاهرة. وازداد الأمر ربكة حين علم بركة وهو كبير دعاة القاهرة (اي رئيس المؤسسة الدينية الإسماعيلية) بوفاة المستنصر ثم أعلن عبد الله خليفةً باسم الموفّق، لكن سرعان ما استعاد الأفضل السيطرة فألقى القبض على بركات (وأعدمه فيما بعد)، ووضع عبد الله وإسماعيل تحت المراقبة، وفي النهاية اعترفا بأحمد، وعُقدت جمعية كبرى للمسؤولين، والتي أعلنت أحمد إمامًا وخليفة.
وفي عام 1122م أصدر ابن أحمد وخليفته الأمير بيانًا عامًا أسماه الهداية الأميرية للدفاع عن خلافة والده، وخاصة ضد ادعاءات أنصار نزار، وفيها طرح عدة حجج، من بينها مثلًا أنه حين أرسل المستنصر أبناءه إلى المقاطعات لحمايتهم من الاضطرابات في العاصمة، كان يفعل ذلك حسب أولويتهم، حيث كان الأقرب إلى القاهرة هو الأعلى رتبة: فكان من المقرر أن يذهب أبو عبد الله إلى عكا؛ وأبو القاسم محمد (والد الحافظ، الخليفة في 1131-1149) إلى عسقلان؛ ونزار إلى ميناء دمياط؛ ولم يُسمح لأحمد حتى بمغادرة القصر. يشير المؤرخون المعاصرون مثل بول إي ووكر إلى أن تلك الحجة باطلة عمدًا، فغرض إرسال الأمراء بعيدًا حمايتهم لا علاقة له برتبتهم. وبحسب ووكر، فإن إرسال أبو عبد الله إلى عكا، حيث كان يتمركز جيش بدر الجمالي القوي، هو في واقع الأمر مؤشر على أهميته الكبيرة ورغبة والده بالحفاظ عليه آمنًا. ضف على ذلك أن المقريزي الموثوق يؤرخ الحدث إلى عام 1068، ما يستبعد أن يكون الابن القاصر الذي ترك في القاهرة هو المستعلي وهو لم يكن قد ولد بعد، وإنما شقيقه الأكبر الذي حمل نفس الاسم.
تذهب روايات أخرى مؤيدة للمستعلي إلى أن أحمد عينه المستنصر ولياً للعهد في حفل زفاف أحمد. وخلال مناسبة إصدار الهداية الأميرية، ظهرت أخت شقيقة لنزار مختبئة وراء حجاب، وأكدت أن المستنصر اختار أحمد وريثًا له على فراش موته وترك ذلك كوصية لإحدى أخوات أحمد.
يعتقد المؤرخون المعاصرون، مثل فرهاد دفتري، أن هذه الروايات هي غالبًا محاولات لتبرير وإضفاء الشرعية رجعيًا على تولي أحمد للسلطة، والذي يعتبرونه انقلابًا فعليًا من قبل الأفضل. وبحسب هذا الرأي، فإن الأفضل اختار صهره لأن وضعه كان لا يزال غير آمن، حيث كان قد خلف والده بدر منذ وقت قريب. كان أحمد، الذي كان مرتبطًا بالأفضل بحكم زواجه ويعتمد عليه كليًا في توليه العرش، منصاعًا ومن غير المحتمل أن يهدد قبضة الأفضل الهشة على السلطة عبر محاولة تعيين آخر في منصب الوزارة.

### ثورة نزار والانشقاق النزاري
بعد فراره من القاهرة، اتجه نزار إلى الإسكندرية، حيث حاز على دعم الحاكم المحلي والسكان، وعيّن نفسه إمامًا وخليفة باسم المصطفى لدين الله. تصدّى أنصار نزار للمحاولة الأولى التي قام بها الأفضل للاستيلاء على الإسكندرية، وقامت قوات نزار بغارات وصلت ضواحي القاهرة. لكن دفعت قوات نزار إلى الإسكندرية، وحوصروا، حتى أُجبر نزار وأتباعه المتبقين على الاستسلام. نُقلوا إلى القاهرة، حيث حبس نزار وتُرك ليموت.
تصلنا الرواية الرسمية لهذه الأحداث عن طريق الرسالة المرسلة إلى ملكة اليمن أروى الصليحي، التي أعلنت تولي المستعلي العرش. وبحسب الرسالة، فإن نزار كغيره من أبناء المستنصر، قبل في بادئ الأمر إمامة المستعلي، وأعطاه البيعة، قبل أن يدفعه الجشع والحسد إلى الثورة. وقد وردت الأحداث التي وقعت حتى استسلام الإسكندرية ببعض التفصيل، ولكن لم يرد ذكر أي شيء عن مصير نزار.
تسببت هذه الأحداث  بانقسام مرير ودائم في الحركة الإسماعيلية، والذي لا يزال مستمراً حتى يومنا هذا. ورغم أن المستعلي كان معترفاً به من قبل المؤسسة الفاطمية والمنظمة التبشيرية الإسماعيلية الرسمية، فضلاً عن المجتمعات الإسماعيلية المعتمدة عليها في مصر وسوريا واليمن، فإن معظم المجتمعات الإسماعيلية في الشرق، خاصة في بلاد فارس والعراق، رفضت توليه المنصب. سواء عن قناعة أو كذريعة ملائمة، سارع الإسماعيليون الفرس بقيادة الحسن الصباح إلى الاعتراف بنزار باعتباره الإمام الشرعي، وقطعوا العلاقات مع القاهرة، وبدؤوا سلسلة منفصلة «الدعوى الجديدة». وقد أدى هذا إلى الانقسام الدائم للحركة الإسماعيلية إلى الفروع المتنافسة للإسماعيلية المستعلية والإسماعيلية النزارية . في عام 1095م، فر على الأقل أحد أبناء نزار، الحسين، مع أعضاء آخرين من السلالة (بما في ذلك ثلاثة من أبناء المستنصر الآخرين، محمد وإسماعيل وطاهر) من مصر إلى المغرب، حيث شكلوا معارضة في المنفى للنظام الجديد في القاهرة. حتى عام 1162، بدا أن أحفاد نزار، أو أحفاده المزعومين، يتحدون الخلفاء الفاطميين، وكانوا قادرين على جذب أتباع كثر بناءً على مشاعر الولاء المتبقية بين السكان. 

### حكمه
قال ابن ميسر في «المنتقى من أخبار مصر» أن المستعلي "لم يكن له سيرة تذكر فإن مدبّر أموره الأفضل"، حتى أن الأفضل حل محل الخليفة في الاحتفالات العامة، وأبقى المستعلي بعيدًا عن الأنظار، محصورًا في القصر.
كان الأفضل إداريًا كفؤًا، وضمنت إدارته الرشيدة استمرار ازدهار مصر طوال فترة حكمه. وقد أشاد المؤرخ السني المعاصر ابن القلانسي بالمستعلي بسبب شخصيته المستقيمة، على الرغم من أن مؤرخي العصور الوسطى الآخرين يؤكدون على تفانيه المتعصب للشيعة؛ ويبدو أن الدعوة الإسماعيلية كانت نشطة للغاية في عهده. يحتفظ الزعيم الديني والمؤرخ اليمني المؤيد للمستعلية في القرن الخامس عشر إدريس عماد الدين بالكثير من المعلومات حول تعاملاته مع الدعوة الإسماعيلية في اليمن، وخاصة مع الملكة أروى والداعي المحلي يحيى بن لمك بن مالك الحمادي.
في الشؤون الخارجية، واجه الفاطميون تنافسًا متزايدًا مع السلاجقة السنة والخليفة العباسي المدعوم من السلاجقة المستظهر: وسع السلاجقة حكمهم في سوريا حتى غزة، وفي عام 1095، نشر الخليفة العباسي رسالة أعلن فيها أن ادعاءات الفاطميين بالنسب العلوي مزورة.  حقق الفاطميون بعض النجاحات، مع الاستسلام الطوعي لأفاميا في شمال سوريا عام 1096، تلا ذلك استعادة صور في فبراير/مارس 1097.   كما حاول الأفضل عقد تحالف مع رضوان حاكم حلب السلجوقي ضد دقاق حاكم دمشق السلجوقي.  وفي أوائل عام 1097، وافق رضوان على الاعتراف بسيادة المستعلي، وفي 28 أغسطس أمر بقراءة خطبة الجمعة نيابة عن الخليفة الفاطمي. وقد أثار ذلك رد فعل عنيفًا بين حكام السلاجقة الآخرين في سوريا حتى اضطر رضوان  إلى التراجع بعد أربعة أسابيع، وإسقاط اسم المستعلي لصالح المستظهر.
في العام نفسه، 1097، دخلت الحملة الصليبية الأولى سوريا وحاصرت أنطاكية . أرسل الأفضل سفارة للتواصل مع الصليبيين، واستغل تشتيت الحملة الصليبية لاستعادة السيطرة على القدس من حكامها الأتراك الأرتقيين في يوليو/أغسطس 1098.   وقد أدى ذلك إلى تعرض الفاطميين لاتهامات من مصادر سنية بأنهم تواطؤوا مع الصليبيين؛ حتى أن المؤرخ ابن الأثير في القرن الثالث عشر زعم أن الفاطميين دعوا الصليبيين إلى سوريا لمحاربة السلاجقة، الذين كانوا مستعدين في السابق لغزو مصر نفسها.  وكان الأفضل يعتقد أنه توصل إلى اتفاق مع الصليبيين، ولم يكن يتوقع أن يتجهوا جنوباً، وفوجئ عندما تحركوا نحو القدس في عام 1099. تم الاستيلاء على المدينة بعد حصار في 15 يوليو 1099، وأكدت الهزيمة اللاحقة للجيش الفاطمي تحت القيادة الشخصية للأفضل في معركة عسقلان في 12 أغسطس 1099 الوضع الراهن الجديد.   ونتيجة للتقدم الصليبي، فر العديد من السوريين إلى مصر، حيث اندلعت المجاعة في عام 1099 أو 1100 نتيجة لذلك.
توفي المستعلي يوم 17 صفر 495هـ (11 أو 12 ديسمبر 1101م)، وقيل أنه سمّم من قبل الأفضل. ترك ثلاثة أبناء رضع كان أكبرهم المنصور الذي لم يتجاوز عمره خمس سنوات، وجلبه الأفضل فورًا وبايعه خليفةً ونعته الأمير بأحكام الله.